# Дорохов Олександр Антонович
Олександр Антонович Дорохов (груз. ალექსანდრე დოროხოვი, 7 червня 1911, Сурамі — 30 жовтня 1978, Тбілісі) — радянський футболіст, воротар, майстер спорту СРСР, більшу частину кар'єри провів у «Динамо» (Тбілісі). По одному разу завойовував бронзові і срібні медалі чемпіонату СРСР: в 1936 і 1939 роках відповідно. У 1933 році потрапив у список 33 найкращих футболістів сезону в СРСР. Вважається одним з найкращих воротарів в історії тбіліського «Динамо».

## Клубна кар'єра

### Ранні роки
За словами нащадків футболіста, їх рід ведеться від Руфіна Івановича Дорохова (1801—1852), відомого бретера, сина генерала Івана Семеновича Дорохова.
Народився 20 червня 1911 року в містечку Сурамі. Вже через два місяці батьки переїжджають в Тбілісі, де оселилися на Потійській вулиці, в районі Дідубе.
За словами Олександра, його однолітки починали змагатися у футболі за територіальною ознакою. Їх головним противником була команда Боржомської вулиці. У цій команді грали в подальшому відомі футболісти брати Володимир та Михайло Бердзенішвілі, майбутні одноклубники Дорохова. Першою командою футболіста стала місцева «Нітьфабрика». Як згадував сам Дорохов, спочатку в розпорядженні команди було два м'ячі, потім придбали і майки. Після форми прийшла і перша перемога в міському чемпіонаті 1926 року в четвертій групі. Дорохов був запасним нападником і був задоволений своїм ігровим амплуа. Два роки потому команда вступила в союз металістів і разом з першою командою «Металіста» взяла участь у міській першості. Належало зіграти з першою та другою командами «Динамо». Однак, воротар «Металіста», Михайло Зукакішвілі, не прийшов на гру. Дорохова, як запасного, одягли в зелений светр Зукакішвілі і поставили у ворота. Такий вибір пояснюється тим, що, крім нього, з польових гравців на тренуваннях голкіпером ніхто не стояв. Дорохов зміг подолати стартовий закономірний страх, після першого взятого м'яча він діяв впевнено. Матч закінчився внічию — 2:2. А перша команда «Металіста» перемогла динамівців з рахунком 5:1 і вони в загальному заліку стали чемпіонами Тбілісі. У той час друга команда «Металіста» не особливо поступалася в силі основній, бо Дорохов не був здивований, коли по закінченні гри до нього підійшли капітан динамівців Шота Шавгулідзе та тренер Ассір Гальперін і запропонували перейти в «Динамо». «Металіст» в той час не мав свого поля. Дорохов, побачивши в цьому запрошенні можливість кар'єрного росту, погодився. Разом з ним в «Динамо» перейшов Михайло Мінаєв.

### «Динамо» (Тбілісі)
У новій команді молодий Дорохов осягав основи воротарської майстерності під керівництвом досвідчених воротарів Миколи Солоніна і Олександра Попкова. Граючи в другій команді «Динамо», він одночасно аж до 1933 року працював слюсарем на заводі імені Калініна. То був період міжміських матчів, і вже на самому початку 30-х Олександр взяв участь в турне, відвідав такі міста, як Баку, Махачкала, Грозний, Новоросійськ, Сухумі. Команда провела 12 матчів: вісім перемог, три нічиї, одна поразка.
З Сухумі команду в оперативному порядку викликали в Тбілісі. Причиною була перемога московського «Харчовика» над двома грузинськими командами. Перед гравцями було поставлено завдання захистити честь грузинського футболу. Перемога була за тбілісцями — 5:3. При цьому за «Харчовик» грали відомі футболісти: брати Олександр і Андрій Старостіни, Станіслав Леута, Петро Ісаков, воротар Іван Філіппов.

### «Динамо» (Іваново)
У квітні 1933 року Дорохов переїхав в Іваново-Вознесенськ, місцеве «Динамо» (нині — «Текстильник»). За ним пішли Андро Жорданія і Костянтин Анікін. 2 травня їм належало зіграти з вже знайомим московським «Харчовиком», який змінив назву на «Дукат». За «Дукат» грали представники збірних Москви і СРСР. Цей матч виграли іванівці, як і зі збірною народних будинків Туреччини — 7:4. До приїзду в Іваново турки провели три контрольні матчі зі збірною Москви (2:7), Ленінграда (3:3) та СРСР (2:1). Всі м'ячі турецької збірної забив нападник Вахаб, що мав досвід виступу в командах Англії і Франції. Кожен його м'яч, відбитий Дороховим, викликав захват бомбардира, він підкидав руку вгору і вигукував: «Гуд!»
Після великої перемоги іванівців у ще одному міжнародному матчі — зі збірною робочих Іспанії — 17:1 (гості також програли збірній Москви — 0:12) газети почали публікувати листи з пропозицією зустрітися командам-переможницям у Москві. Дорохов був знайомий зі стилем гри московських футболістів, але гостьова гра проти збірної була для нього принципово новим досвідом, тим не менш, його підтримав товариш по команді, Жорданія. Після того пам'ятного матчу (3:3) Дорохов і Анікін повернулися в Тбілісі, обидва стали грати в «Динамо».

### Повернення в Тбілісі
У 1935 році Дорохов зі збірною Закавказзя брав участь в антифашистських іграх у шведському Гетеборзі, збірна перемогла у чотирьох зустрічах робочі команди Норвегії, Данії, Швеції (ще три закінчила внічию) і стала чемпіоном Ігор. Команда Дорохова також підвищила рівень гри, швидко вийшовши у число найкращих в країні, за що отримала прізвисько «південні уругвайці». Після повернення зі Скандинавії тбілісці отримали в розпорядження новий стадіон з хорошим трав'яним газоном.
У 1933 році Дорохов став третім воротарем у списку 33 найкращих футболістів СРСР, після харків'янина Олександра Бабкіна та киянина Антона Ідзковського.
Пік популярності Дорохова припав на турне збірної Басконії по СРСР 1937 року, в якій грали сім футболістів іспанської збірної, учасниці чемпіонату світу 1934 року, тоді іспанці дійшли до півфіналу. За рік до цього в Іспанії почалася громадянська війна, і збірна басків здійснила турне по ряду європейських країн з метою збору грошей для країни. У складі гостей грали видатні футболісти: Луїс Регейро, Ісідро Лангара, Хосе Ірарагоррі — їх приїзд викликав великий інтерес у країні. Було прийнято рішення грати проти гостей не на рівні збірних, а клубних команд. Першим суперником басків став московський «Локомотив» — володар кубка СРСР 1936 року, команда крупно програла гостям 1:5. Московське «Динамо» також не змогло протистояти піренейцям — 1:2.
Дорохов, як і Шавгулідзе, в терміновому порядку був викликаний у Москву. На нараді в Комітеті у справах фізкультури і спорту при РНК СРСР тбілісці слухали старшого тренера Віктора Дубініна, на зустрічі пройшов розбір матчів з басками, головним завданням було зіграти проти висунутих вперед іспанських форвардів.
Настав день матчу збірної «Динамо», посиленою гравцями з Ленінграда, Тбілісі і Києва. У день гри була похмура погода, накрапав дощ, однак, Дубінін підбадьорював своїх гравців, переконуючи, що в дощ іспанці грають дуже погано. В середині першого тайму Дорохову вдалося парирувати два важких м'яча від Лангари і Горостіса. Однак, у той час рахунок був 4:0 на користь басків.
Сам Дорохов найкращим у своїй спортивній кар'єрі називав кубковий матч з ЦБЧА 1939 року. В 1/16 фіналу тбілісці зійшлися з батумським «Динамо» і перемогли з рахунком 5:3. Потім команда вирушила до Москви. Дорохов на кілька днів відлучився зі зборів. За день до матчу з'ясувалося, що причиною відсутності було весілля футболіста. Однак, за самовільне залишення зборів його викреслили з заявки на матч. Дорохов попросив вибачення за свій вчинок у капітана Шавгулідзе та головного тренера Михайла Бутусова. Зрештою його повернули в заявку.
Дорохов грав дуже добре, армійці атакували два тайми, Олександр не мав ні хвилини спокою. Воротар кидався то в один кут воріт, то в інший, відбиваючи удари суперників. Особливо засмутився Григорій Федотов, безуспішно пробиваючи по динамівських воротах з різних позицій. Дорохов парирував його удари, незважаючи на всю їх силу. Примітно те, що Григорій Федотов, перший з радянських футболістів подолав рубіж у 100 голів у всесоюзних чемпіонатах, засновник символічного клубу бомбардирів, за свою кар'єру не зміг забити жодного м'яча у ворота Дорохова. Тільки Олександр міг похвалитися таким результатом. Секрет був у тому, що Дорохов ретельно вивчив удари армійського центрфорварда. Пізніше обох футболістів запросили брати участь у зйомці навчально-тренувального фільму. На останніх хвилинах матчу армійці як і раніше атакували. Попереду без опіки стояв нападник «Динамо» Аслан Харбедія. Дорохов зафіксував небезпечно пробитий м'яч і вкинув його далеко в поле. Перед Харбедією стояли два захисника. Крайній нападник тбілісців обійшов обох і точним ударом відкрив рахунок у матчі. Армійці так і не змогли пробити воротаря. На останніх хвилинах Федотов в черговий раз позбувся опіки тбіліських захисників і вийшов один на один з Дороховим. Олександр швидко вийшов з воріт і забрав м'яч з-під ніг Федотова. У відчаї форвард крикнув: «Що ти зі мною робиш, Шура!». Тбілісці здобули перемогу в тому пам'ятному матчі.
Дорохов — один з героїв іншого пам'ятного матчу з ЦБЧА, що відбувся 18 листопада 1939 року в Тбілісі. Армійці на фініші чемпіонату в разі нічиї гарантували собі срібло, а динамівці в разі перемоги випередили б суперників і вперше у своїй історії посіли настільки високе місце. До перерви москвичі вели з рахунком 4:1. Однак, тбілісці знайшли в собі сили не тільки відігратися, а й вийти вперед, підсумковий рахунок — 5:4. Незадовго до фінального свистка Федотов прийняв м'яч і з кута воротарського майданчика послав у ворота «мертвий», здавалося б, м'яч. Дорохов в шпагаті перегородив шлях м'ячу, вибивши його на кутовий.
У 1940 році 28-річного воротаря, який був на піку спортивної майстерності і популярності, відрахували з команди. Офіційною версією було порушення спортивного режиму. Дорохов не любив коментувати цю ситуацію, але все ж зізнався, що час від часу випивав з уболівальниками своєї команди.

### Завершення кар'єри
Після тбіліського «Динамо» Дорохов виступав за тбіліський «Спартак», потім, за порадою відомого радіокоментатора, він переїхав у Мінськ, грав за місцеве «Динамо» (дебютант класу «А»), провів у клубі дев'ять матчів. У повоєнні роки Дорохов також грав за «Стахановець» із Сталіно (нині — донецький «Шахтар»), а завершив кар'єру в «Динамо» (Сухумі) в 1947 році. Потім Дорохов став тренером, працював з маловідомими колективами.

## Стиль гри
Спочатку Дорохов виступав на позиції нападника, але на тренуваннях іноді ставав у ворота. Футболіст змінив амплуа після того, як основний воротар команди не зміг прибути на матч, а Дорохов успішно його замінив. Один з перших серед радянських воротарів почав грати по всьому штрафному майданчику. Відзначався рішучістю і сміливістю дій, хорошою реакцією, самовідданістю при виходах з воріт. На думку деяких грузинських футболістів, зокрема Бориса Пайчадзе, Дорохов є найкращим голкіпером в історії «Динамо» (Тбілісі). Про футболіста добре відгукувалися не лише вітчизняні колеги, але й іноземні. Гравець збірної Басконії Ісідро Лангара порівнював Дорохова зі знаменитим іспанським воротарем Рікардо Саморою. Воротар басків Грегоріо Бласко, що спостерігав гру Дорохова в трьох матчах, хвалив спритність і вмілу гру на виходах Дорохова:

## Статистика
| Сезон*    | Клуб                  | Чемпіонат  | Кубок    |
| --------- | --------------------- | ---------- | -------- |
| 1936 (в)  | Динамо (Тбілісі)      | 6 (4п)     | -        |
| 1936 (о)  | Динамо (Тбілісі)      | 7 (9п)     | -        |
| 1937      | Динамо (Тбілісі)      | 16 (24п)   | 6 (7п)   |
| 1938      | Динамо (Тбілісі)      | 17 (29п)   | 5 (8п)   |
| 1939      | Динамо (Тбілісі)      | 16 (27п)   | 3 (3п)   |
| 1941      | Динамо (Мінськ)       | 9 (?п)     | -        |
| 1945      | «Динамо» (Єреван)     | ? (?п)     | 1 (2п)   |
| 1946      | Стахановець (Сталіно) | 16 (10п)   | -        |
| 1928-1947 | Разом                 | 87 (+103п) | 15 (20п) |

* Сезони, про які немає статистичних даних, пропущені

## Досягнення
Чемпіонат СРСР:
- 1936 (осінь): 3-е місце
- 1939: 2-е місце

Список 33 найкращих футболістів сезону в СРСР:
- 1933: 3-е місце

## Особисте життя
Дорохов одружився в 1939 році, дочка Лілія Вашакідзе-Дорохова. Вона стала викладачем англійської мови і, пропрацювавши сорок років у школі, отримала звання ветерана праці.
Сам Дорохов в останні роки, поки дозволяло здоров'я, часто відвідував службовий кабінет Бориса Пайчадзе, в оточенні ветеранів грузинського футболу згадував найкращі роки своєї кар'єри, які пройшли у «Динамо» (Тбілісі). Олександр Дорохов помер 30 жовтня 1978 року в Тбілісі.